# Isaszeg
Isaszeg ist eine ungarische Stadt im Kreis Gödöllő im Komitat Pest.

## Geografische Lage
Isaszeg liegt 27 Kilometer östlich des Zentrums der ungarischen Hauptstadt Budapest und 9 Kilometer südöstlich der Kreisstadt Gödöllő. Die höchste Erhebung auf dem Stadtgebiet ist der 289 Meter hohe Kálvária-hegy. Nachbargemeinden sind Valkó, Dány, Sülysáp, Pécel und Kerepes.

## Geschichte

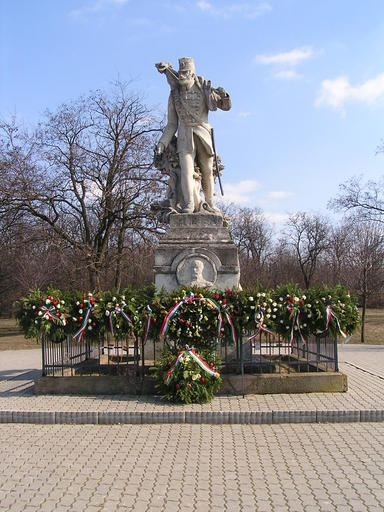
Soldatendenkmal

Die erste schriftliche Erwähnung erfolgte im Jahre 1274 als Ilsuazg. Im 12. Jahrhundert wurde die Alte Kirche erbaut, die heute unter Denkmalschutz steht. Der Ort war ein beliebtes Jagdrevier von König Matthias Corvinus.
Auf Grund des starken Rückganges der Bevölkerung durch die Pest-Epidemie von 1536 und durch die türkischen Kriegszüge ließen sich hier im Jahr 1690 deutsche Siedler nieder. 1723 kam der Ort in den Besitz von Anton Graf Grassalkowich. Er siedelte Polen und anschließend Slowaken an. Serben und Ungarn gehörten ebenfalls zur Bevölkerung.
In den Jahren von 1845 bis 1848 hielt sich Sándor Petőfi öfters in Isaszeg auf. Franz Joseph I. kam oft, um hier zu jagen.
Im Verlaufe des Ungarischen Unabhängigkeitskrieges siegte die Königlich ungarische Landwehr am 6. April 1849 in der Schlacht bei Isaszeg  über die kaiserlichen Truppen von Feldmarschall Windisch-Graetz.
Im Jahr 1905 wurde das Gebäude des jetzigen Rathauses fertiggestellt. 1967 wurde das Heimatmuseum eröffnet. Am 1. Juli 2008 erhielt der Ort Stadtrecht.

## Bevölkerung
Die slowakische Minderheit hat eine eigene demokratische Vertretung.

## Städtepartnerschaften
- Polen: Bojanów
- Kroatien: Suza
- Serbien: Mali Iđoš
- Rumänien: Cozmeni
- Rumänien: Sânmartin
- Slowakei: Kechnec

## Söhne und Töchter der Stadt
- György Lázár (1924–2014), ungarischer Politiker und Ministerpräsident

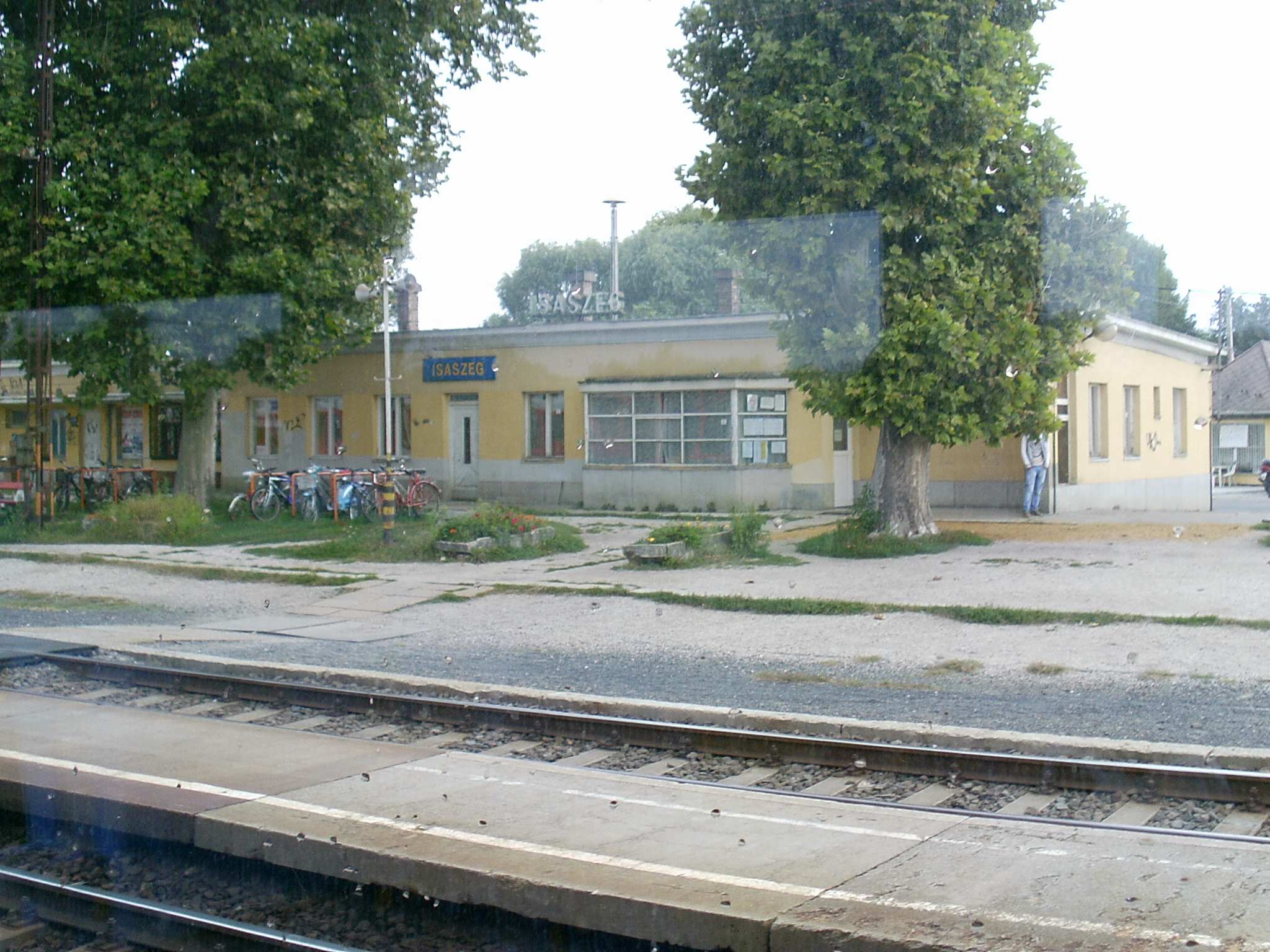
Bahnhof in Isaszeg

## Verkehr
In Isaszeg treffen die Landstraßen Nr. 3102 und 3103 aufeinander. Es bestehen Zugverbindungen zum Budapester Ostbahnhof sowie über Gödöllő nach Hatvan. Weiterhin gibt es Busverbindungen nach Dány, Kóka, Gödöllő sowie über Pécel zur Budapester Metrostation Örs vezér tere.